# 大韩障碍人体育会
大韩障碍人体育会（韩语：／ Daehan Jangaein Cheyughoe，IOC编码：KOR），是代表韩国的国家残疾人奥林匹克委员会。大韩障碍人体育会成立于2006年，并于同年获得国际残疾人奥林匹克委员会的承认。大韩障碍人体育会也是亚洲残疾人奥林匹克委员会的成员。

## 外部连结
- 官方网站 